# Aliabad (ort i Azerbajdzjan)
Aliabad (ryska: Алиабад) är en ort i Azerbajdzjan.   Den ligger i distriktet Zaqatala Rayonu, i den nordvästra delen av landet, 300 kilometer väster om huvudstaden Baku. Aliabad ligger 262 meter över havet och antalet invånare är 9 103.
Terrängen runt Aliabad är lite kuperad. Närmaste större samhälle är Zaqatala, 16,5 kilometer norr om Aliabad.
Omgivningarna runt Aliabad är en mosaik av jordbruksmark och naturlig växtlighet. Runt Aliabad är det ganska tätbefolkat, med 80 invånare per kvadratkilometer.